# Германцы

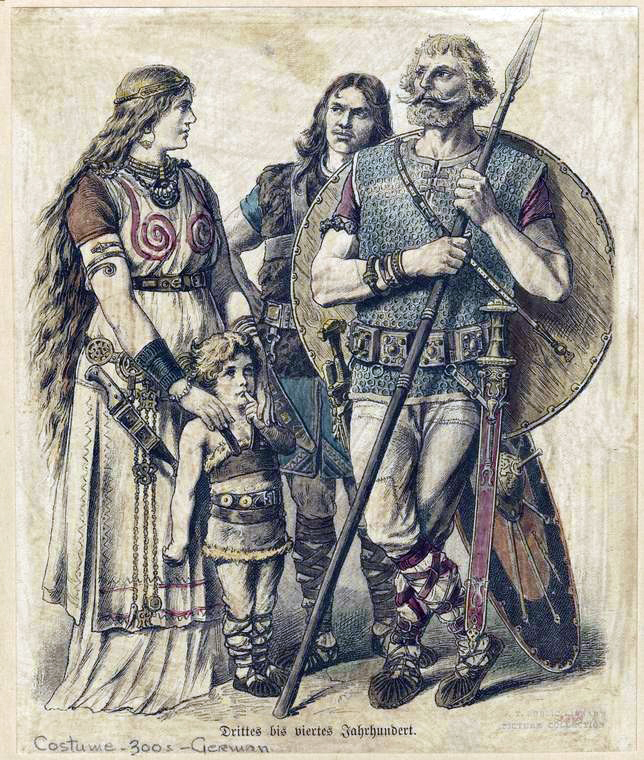
Германская семья Раннего Средневековья. Иллюстрация к костюмам всех народов. Гревель, 1913 год

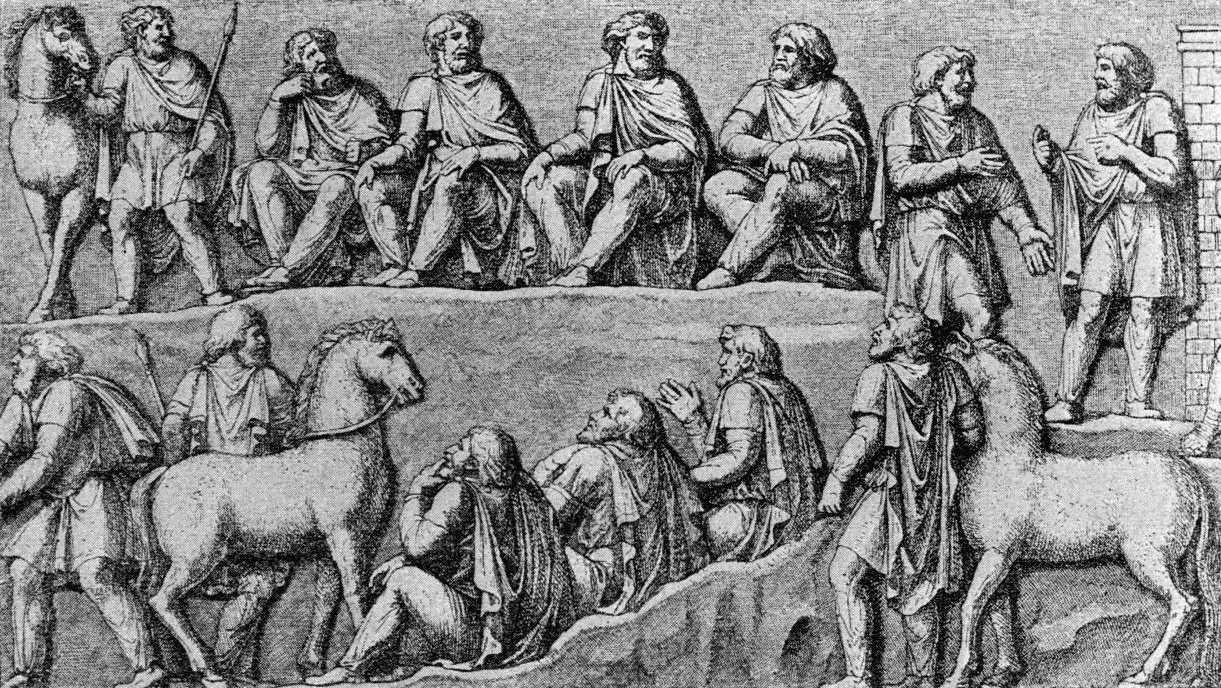
Германский совет (таг). Фрагмент с колонны Марка Аврелия в Риме

Герма́нцы (лат. Germani — «родные братья», Γερμανοί) — группа родственных племён (насчитываются десятки германских племён), по языкам принадлежащих к индоевропейской языковой семье и населяющих территории современных: Дании, южного побережья Норвегии и Швеции (обычно этот период истории именуется «тевтонским»).
Изначально «германцы» — это название жителей лесистых гор Германии; затем оно было распространено сначала Цезарем, а после — вообще всеми римлянами на все племена германских народов. Словарь Брокгауза и Ефрона указывает, что в конце I века н. э. германцы могли быть разделены реками на три группы:
- западные:
  - ингевоны (фризы, хавки, саксы, англы, юты и другие);
  - гермионы[4] (свевы, лангобарды, херуски, маркоманны и квады);
  - истевоны (хатты, гессенцы, убии, батавы, сигамбры и другие);
- восточные: готы, крымские готы, вандалы, герулы, бургунды, гепиды;
- северные: гауты, свеи, даны, герулы, юты.[5]

К V веку нашей эры германские племена заселили обширную территорию между Рейном и Вислой от запада к востоку, Дунаем на юге и Днепром и Меотским морем на юго-востоке.
Этноним «германцы» используется для обозначения народов, говоривших преимущественно на германских языках, в период от бронзового века до конца эпохи Великого переселения народов. К VII веку, после миграций, древние германцы смешались с другими народами и приняли участие в формировании многих европейских наций.

## Численность
Б. Ц. Урланис оценивал численность германских племён в эпоху античности в 3 миллиона человек: к началу великого переселения народов численность франков оценивалась в 80 тысяч человек, бургундов — в 100 тысяч человек, вандалов — в 20 тысяч человек (а ко времени пересечения Гибралтарского пролива — уже в 80 тысяч человек). Численность самых многочисленных германских народов составляла от 80 до 120 тысяч человек, а мелких — от 25 до 50 тысяч человек. Требеллий Поллион писал о 320 тысячах готов во время вторжения 267 года в Римскую империю и 40 000 всадников и 80 000 человек пехоты у ютунгов при императоре Аврелиане; император Проб заявил об уничтожении 400 тысяч германцев во время похода 277 года; согласно Евнапию, у вестготов при переходе через Дунай в 376 году было 200 тысяч воинов; Иордан писал об армии франков в 200 тысяч человек в 539 году в Италии, но Ханс Дельбрюк подвергал сомнению древние источники о численности армий германских народов и писал об армии алеманнов при Страсбурге всего в около 6 000 человек (самое большое число — 10 000 человек), а об армии вестготов при Адрианополе — от 12 тысяч до 15 тысяч человек.

## Этимология этнонима «германцы»
Греческий автор начала I века Страбон считал, что римляне назвали германцев germani (на латинском языке — «настоящие»), чтобы отличать их от схожих с ними в образе жизни кельтов.
В своём сочинении «Германия» более поздний автор I—II вв. — римлянин Тацит — предположил, что название «германцы» произошло от названия некоего племени:

«Слово „Германия“ — новое и недавно вошедшее в обиход, ибо те, кто первыми переправились через Рейн и прогнали галлов, ныне известные под именем тунгров, тогда прозывались германцами. Таким образом, наименование племени постепенно возобладало и распространилось на весь народ; вначале все из страха обозначали его по имени победителей, а затем, после того как это название укоренилось, он и сам стал называть себя германцами»
Как считают современные учёные, слово «германцы» в латыни является заимствованным и происходит от кельтского слова, которым жители Галлии обозначали отличные от них соседние (в частности, живущие за Рейном) племена. Предположение основывается на валлийском ger, ирландском gearr — термины, означающие территориальную близость.
В позднем железном веке на северо-востоке Иберии проживало племя германы, однако бо́льшая часть историков рассматривает их как кельтов. Лингвист Ю. Кузьменко считает, что их название связано с регионом, откуда они мигрировали в Испанию, позднее оно перешло на германцев.
Впервые термин «германцы» использовал, по известным данным, Посидоний в 1-й половине I в. до н. э. для названия народа, имевшего обычай запивать жареное мясо смесью молока с неразбавленным вином. Современные историки предполагают, что употребление этого слова в более ранние времена явилось результатом поздних вставок. Греческие авторы, которых мало интересовали этнические и языковые различия «варваров», не разделяли германцев и кельтов. Так, Диодор Сицилийский, писавший свой труд в середине I в. до н. э., относит к кельтам племена, которые уже в его время римляне (Юлий Цезарь, Саллюстий) именовали германскими.

## Происхождение

### Индоевропейцы. IV—II тыс. до н. э.
Согласно современным представлениям, 5—6 тыс. лет назад в полосе от Центральной Европы и Северных Балкан до северного Причерноморья существовало единое этноязыковое образование — племена индоевропейцев, говоривших на едином или по крайней мере близких диалектах языка, получившего название индоевропейского языка-основы, из которого развились затем все современные языки индоевропейской семьи. По другой гипотезе, имеющей в наши дни ограниченное число сторонников, индоевропейский праязык зародился на Ближнем Востоке и был разнесён по Европе миграциями родственных племён.
Археологи выделяют несколько ранних культур на рубеже каменного и бронзового веков, связанных с распространением индоевропейцев и с которыми ассоциируются разные антропологические типы европеоидов:
- Культура мегалитов (3 тыс.— VIII в. до н. э.) — высокий долихокефал (удлинённая голова) с узким лицом.
- Культура шнуровой керамики и боевых топоров (3—2 тыс. до н. э.) — высокий долихокефал с лептопросопией (узким лицом). Ареал: от северо-запада европейского побережья и Прибалтики до Волги, захватывая Скандинавию и земли этногенеза германских племён. По традиционной версии, принятой в 1930-е годы, германцы сформировались на стыке этой культуры с мегалитической.
- Дунайская культура ленточной керамики (5—3 тыс. до н. э.) — промежуточный антропологический тип между долихокранией и мезокранией (длинным и средним черепом), с узким лицом. Ареал: долины Дуная и верхнего Рейна, зона будущего обитания фракийских племён. Существует версия, развивавшаяся советскими антропологами, что племена именно этой культуры стали предками германцев, мигрировав на север к Ютландии и вытеснив оттуда более ранних индоевропейцев[18].

К началу 2-го тысячелетия до н. э. из этноязыковой общности индоевропейцев выделились и развивались самостоятельно племена анатолийцев (народы Малой Азии), арии Индии, иранцы, армяне, греки, фракийцы и наиболее восточная ветвь — тохары. К северу от Альп в центральной Европе продолжала существовать этноязыковая общность древнеевропейцев, которой соответствует археологическая культура курганных погребений (XV—XIII вв. до н. э.), перешедшая в культуру полей погребальных урн (XIII—VII вв. до н. э.).
Юг Скандинавии представляет регион, где в отличие от других частей Европы наблюдается единство топонимов, принадлежащих только к германскому языку. Однако именно здесь обнаруживается разрыв в археологическом развитии между относительно процветающей культурой бронзового века и сменившей её более примитивной культурой железного века, что не позволяет сделать однозначного вывода о зарождении именно в этом регионе германского этноса.

### Ясторфская культура. 1-е тыс. до н. э.

Расселение германских племён (750 г. до н. э. — I в. н. э.)
Территория германцев к 750 г. до н.э.
Территории, заселённые между 750 г. до н.э. и рубежом эр
Территории, заселённые к 100 г. н.э.
Территории, заселённые после 100 г.

В VIII в. до н. э. появляется археологическая культура западного Гальштата, совпадающая с ареалом кельтов, а к VI в. до н. э. на нижней и средней Эльбе и в Ютландии оформляется ясторфская культура, возникновение которой связывают с формированием германской этноязыковой общности. Ясторфская культура имеет большое значение в истории германцев, так как через стадии рипдорф и зеедорф эту культуру возможно проследить до первых веков нашей эры, когда по античным источникам можно уверенно предположить, что германцы были единственным этносом в ареале её распространения.
Более ранние стадии на той же территории, восходящие к концу II тыс. до н. э., не проявляют прямой преемственности элементов культуры. Археолог Г. Швантес, изучивший в начале XX века и описавший все эти стадии, осторожно предполагал, что связь всех стадий весьма вероятна, но доказать её пока невозможно.
Во 2-й половине I тыс. до н. э. во всей прибрежной зоне между устьями Рейна и Эльбы и в особенности во Фрисландии и Нижней Саксонии (традиционно относятся к исконно германским землям) была распространена единая культура, которая отличалась как от единовременных латенской (кельты), так и от ясторфской (германцы). Этническую принадлежность её индоевропейского населения, в нашей эре ставшего германским, установить и классифицировать пока не удаётся:

«Язык местного населения, судя по топонимике, не был ни кельтским, ни немецким. Археологические находки и топонимика свидетельствуют о том, что Рейн до прихода римлян не был никакой племенной границей, и по обе стороны жили родственные племена».

Лингвисты делали предположение о выделении прагерманского языка из праиндоевропейского в самом начале железного века, то есть в начале 1-го тысячелетия до н. э., появляются также версии о его формировании значительно позже, вплоть до начала нашей эры:

«Именно в последние десятилетия в свете осмысления новых данных, поступающих в распоряжение исследователя, — материала древнегерманской топонимики и ономастики, а также рунологии, древнегерманской диалектологии, этнологии и истории — в ряде работ было со всей определённостью подчёркнуто, что вычленение германской языковой общности из западного ареала индоевропейских языков имело место в относительно позднее время и что образование отдельных ареалов германской языковой общности относится лишь к последним векам до и первым векам после нашей эры.»

Таким образом по версиям лингвистов и археологов формирование германского этноса на базе индоевропейских племён относится примерно к периоду VI—I вв. до н. э. и произошло в областях, прилегающих к нижней Эльбе, Ютландии и югу Скандинавии. Формирование специфически германского антропологического типа началось гораздо раньше, в раннем бронзовом веке, и продолжилось в первые века нашей эры как результат миграций Великого переселения народов и ассимиляции негерманских племён, родственных германцам в рамках древнеевропейской общности бронзового века.
В торфяных болотах Дании находят хорошо сохранившиеся мумии людей, внешний облик которых не всегда совпадает с классическим описанием античными авторами рослой расы германцев. См. статьи о человеке из Толлунда и женщине из Эллинга, живших на Ютландии в IV—III вв. до н. э.

### Генотип германцев
Этногенез германцев происходил в процессе смешивания различных племён железного века и формирования их общего языка, образа жизни, развития ремёсел и духовного мира.
Германцы в процессе миграций, начавшихся ещё до Великого переселения народов, ассимилировали многие европейские племена, передавая им свой язык, поэтому ареал германских языков не позволяет выделить набор гаплогрупп и тем более отдельную гаплогруппу, которую можно было бы уверенно считать германской. В целом современные народы, разговаривающие на германских языках, имеют в своём генофонде 3 преобладающие гаплогруппы: R1b, I1, R1a. Гаплогруппа R1a ассоциируется с экспансией индоевропейцев на запад Европы 6—8 тыс. лет назад, причём для генетических линий германского населения Скандинавии и побережья Северного моря характерны SNP Z284 и L664, мало распространённые за пределами данного региона. R1b характеризует племена Западной Европы, чей ареал расселения примерно совпадает с кельтскими и германскими народами (для германцев характерен SNP U106); I1 (устар. I1a или hg2) является типично скандинавским маркером, который возможно принимал участие в этногенезе германских племён на раннем этапе; I1 сегодня встречается с наибольшей частотой (до 35 %) в Скандинавии, Финляндии и в Дании.
Тацит оставил классическое описание внешнего вида германцев: «Жёсткие голубые глаза, русые волосы, рослые тела… вырастают с таким телосложением и таким станом, которые приводят нас в изумление». На рослое телосложение германцев обращают внимание почти все античные авторы.

### Германцы и кельты
Как заметил Страбон в начале I века, внешне и по образу жизни германцы во всём походили на кельтов, только казались римлянам более рослыми, светлыми (букв. с более жёлтыми волосами) и более дикими. Когда император Калигула пожелал устроить представление по поводу своего похода в Германию (за Рейн), он, поскольку не смог захватить в плен германских воинов, велел отобрать наиболее высоких галлов и покрасить их волосы в рыжий цвет. Обычай красить волосы в рыжий цвет был распространён у кельтов и отмечался у некоторых германских племён.
В свидетельствах I в. до н. э. германцы отделялись от кельтов не столько этнически, сколько географически. Цезарь в записках о Галльской войне сообщает сведения дружественного галльского племени о восставших белгах (объединения племён в Галлии), которых союзники считали происходившими из германцев только потому, что те переселились из-за Рейна. Также и вождь вторгшихся германцев Ариовист, по словам Цезаря, бегло разговаривал по-галльски.
Автор середины I в. до н. э. Саллюстий, рассказывая о восстании Спартака в 73 году до н. э., заметил про одного из военачальников восставших гладиаторов: «Крикс и его соплеменники — галлы и германцы — рвались вперёд, чтобы самим начать бой». Некоторые племена в разных источниках относятся то к германцам, то к кельтам. Древнеримский автор II века Дион Кассий выразился так: «Некоторые из кельтов, которых мы зовём германцы».
Хотя на германских землях удаётся классифицировать оружие, фибулы и другие вещи по стилю как германские, по мнению археологов они восходят к кельтским образцам латенского периода.
Тем не менее отличия между ареалами расселения германских и кельтских племён прослеживаются археологически, прежде всего по более высокому уровню материальной культуры кельтов, распространению оппидумов (укреплённых кельтских поселений), способам захоронения. То, что кельты и германцы представляли собой схожие, но не родственные, народы, подтверждается их отличным антропологическим строением и генотипом. В плане антропологии кельты характеризовались разнообразным сложением, из которого сложно выбрать типично кельтский, в то время как древние германцы представляли собой по строению черепа преимущественно долихоцефалов. Генотип населения в ареале возникновения германского этноса (Ютландия и юг Скандинавии) представлен в основном гаплогруппами R1b-U106, I1a и R1a-Z284.

## Классификация германских племён
Страбон в 7 книге своей «Географии» описывает около 20 древнегерманских племён, живших за Рейном: бруктеры (греч. Βρούκτεροι), гутоны (греч. Γούτωνοι), гамабривии (греч. Γαμαβρίουιοι), гермондоры, зумы (греч. Ζούμοι), кавки (греч. Καῦκοί), кампсианы (греч. Καμψιανοὶ), каулки (греч. Καοῦλκοι), кимвры, лугии, лангобарды (греч. Λαγκόβαρδοι), маркоманны, мугилоны (греч. Μουγίλωνοι), свевы (греч. Σοήβοι), сугамбры (греч.  Σούγαμβροί), семноны, сибины (греч. Σιβίνοι), хавбы (греч. Χαῦβοι), хатты (греч. Χάττοι), хаттуарии (греч. Χαττουάριοι), херуски (греч. Χηροῦσκοί). При этом Страбон признаёт, что ему неизвестны дальние племена германцев, жившие вдали от соприкосновения с римлянами.
Плиний Старший в 4-й книге своей «Естественной истории» впервые попытался классифицировать германские племена, объединяя их в группы по географическому признаку:

«Германские племена распадаются на пять групп: 

1) вандилиев (Vandili), часть которых составляют бургундионы (Burgodiones), варины (Varinnae), харины (Charini) и гутоны (Gutones);

2) ингвеонов, к которым принадлежат кимвры (Cimbri), тевтоны (Teutoni) и племена хавков (Chaucorum gentes);

3) иствеонов, ближе всего живущих к Рейну и включающих в себя сикамбров;

4) живущих внутри страны гермионов, к которым относятся свевы (Suebi), гермундуры (Hermunduri), хатты (Chatti), херуски (Cherusci);

5) пятую группу — певкинов (Peucini) и бастарнов (Basternae), которые граничат с вышеназванными даками.»
Отдельно Плиний упоминает также гиллевионов, проживающих в Скандинавии, и другие германские племена (батавы, каннинефаты, фризы, фризиавоны, убии, стурии, марсаки), не классифицируя их.
- Вандилии Плиния относятся к восточным германцам, из которых наиболее известны готы (гутоны). К этой же группе относят племена вандалов.
- Ингвеоны населяли северо-запад Германии: побережье Северного моря и полуостров Ютландию. Тацит назвал их «обитающие близ Океана». К ним же современные историки относят англов, саксов, ютов, фризов.
- Прирейнские племена иствеонов в III веке стали известны под именем франков.
- Этническая принадлежность бастарнов (певкинов) к германцам остаётся дискуссионной. Тацит выразил сомнение в их германских корнях, хотя по его словам они «речью, образом жизни, оседлостью и жилищами повторяют германцев». Рано отколовшись[35] от массива германских народов, бастарны начали смешиваться с сарматами.

Согласно Тациту названия «ингевонов, гермионов, истевонов» произошли от имён сыновей бога Манна, прародителя германских племён. Позже I века эти названия не употребляются, многие названия германских племён исчезают, но появляются новые.

## История

Карта расселения германских племён на I в. н. э.

Германцы как этнос сформировались на севере Европы из индоевропейских племён, осевших в районе Ютландии, нижней Эльбы и юге Скандинавии. Римляне стали выделять германцев как самостоятельный этнос только с I в. до н. э. Мнение о том, что начало экспансии германских племён в соседние с ними районы следует датировать началом новой эры в настоящий момент считается ошибочным; очевидно племенные группы говоривших на ранних диалектах ещё общего прагерманского языка стали продвигаться на юг с территории Скандинавии и Ютландии уже с II века до н. э. К III веку н. э. германцы атакуют северные границы Римской империи уже по всему фронту и в V веке в ходе Великого переселения народов разрушают Западную Римскую империю, расселившись по всей Европе от Англии и Испании до Крыма и даже на побережье Северной Африки.
В ходе миграций германские племена смешивались с более многочисленным коренным населением завоёванных территорий, теряя свою этническую идентичность и участвуя в формировании современных этносов. Названия германских племён дали названия таким крупнейшим государствам как Франция и Англия, хотя доля германцев в составе их населения была относительно небольшой. Германия как национально единое государство было образовано только в 1871 году на землях, занятых германскими племенами в первые века нашей эры, и включало в себя как потомков древних германцев, так и потомков ассимилированных кельтов, славян и этнически неизвестных племён. Считается, что генетически наиболее близки к древним германцам остаются жители Дании и юга Швеции.

### Древние германцы до IV века.
Античный мир долгое время ничего не знал о германцах, отделённый от них кельтскими и скифо-сарматскими племенами. Впервые о германских племенах упомянул греческий мореплаватель Пифей из Массалии (совр. Марсель), совершивший во времена Александра Македонского (2-я пол. IV в. до н. э.) путешествие к берегам Северного моря, и даже предположительно Балтики.
Римляне столкнулись с германцами в ходе грозного нашествия кимвров и тевтонов (113—101 гг. до н. э.), которые в ходе переселения из Ютландии опустошили приальпийскую Италию и Галлию. Современники восприняли эти германские племена как орды северных варваров из неизвестных далёких земель. В описании их нравов, сделанных поздними авторами, трудно отделить художественный вымысел от реальности.
Самые ранние этнографические сведения о германцах сообщил Юлий Цезарь, покоривший к середине I в. до н. э. Галлию, в результате чего вышел к Рейну и столкнулся в сражениях с германцами. Римские легионы к концу I в. до н. э. продвинулись до Эльбы, и в I веке появились труды, в которых подробно описаны расселение германских племён, их общественное устройство и нравы.

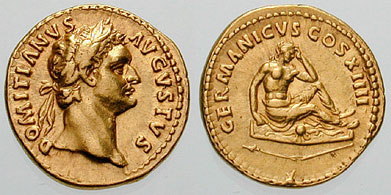
Золотой ауреус императора Домициана (81—96 гг.). Пленный германец (вероятно хатт) с длинными волосами и без бороды сидит на щите характерной формы, рядом переломленное копьё-фрамея — основное оружие германцев в I веке (согласно Тациту).

Войны Римской империи с германскими племенами начались с самого раннего их соприкосновения и продолжались с разной интенсивностью на протяжении всех первых веков н. э. Наиболее известным сражением стала битва в Тевтобургском Лесу в 9 году, когда восставшие племена истребили 3 римских легиона в центральной Германии. Риму удалось подчинить лишь небольшую часть населённых германцами территорий за Рейном, во 2-й половине I века империя перешла к обороне по линии рек Рейн и Дунай и Верхнегерманско-ретийскому лимесу, отражая набеги германцев и совершая карательные походы в их земли. Набеги совершались по всей границе, но наиболее угрожающим направлением стал Дунай, где на его левом берегу расселились германцы в ходе своей экспансии на юг и восток.
В 250—270-е годы римско-германские войны поставили под вопрос само существование империи. В 251 году погиб император Деций в сражении с готами, осевшими в северном Причерноморье, после чего последовали их опустошительные сухопутные и морские набеги в Грецию, Фракию, Малую Азию. В 270-е годы империя была вынуждена отказаться от Дакии (единственной римской провинции на левом берегу Дуная) из-за усилившегося напора германских и сарматских племён. Из-за давления алеманнов Верхнегерманско-ретийский лимес был оставлен, новой границей империи между Рейном и Дунаем стал более удобный для обороны Дунай-Иллер-Рейнский лимес. Империя устояла, последовательно отразив нападения варваров, но во 370-е годы началось Великое переселение народов, в ходе которого германские племена проникли и закрепились на землях Римской империи.

### Великое переселение народов. IV—VI вв.
На протяжении IV века набеги германцев на римские провинции продолжались, но границы империи и области расселения германских племён менялись мало. Император Константин Великий в 332 году разбил готов на нижнем Дунае, после чего принял их в число союзников-федератов. В 350-е годы франки, алеманны и саксы, используя смуты в империи, захватили часть Галлии, прилегающую к Рейну. Будущий император Юлиан выбил их за Рейн, но набеги продолжались и позже. Римской империи удалось в течение IV века сдержать германцев на Рейне, пока угроза от готов с востока в начале V века не заставила Рим вывести легионы из Галлии, оставив её беззащитной перед новой мощной волной миграции германских племён.
Неустойчивое равновесие сил Рима с германцами опрокинулось с приходом в 370-е годы в степи северного Причерноморья воинственных кочевых племён гуннов. Нашествие гуннов дало толчок Великому переселению народов, в ходе которого Западная Римская империя пала.
Спасаясь от гуннов, в 376 году ряд готских племён с дозволения императора Валента перешли через Дунай на земли империи во Фракии (см. статью Готская война (377—382)). Притесняемые имперскими властями и страдая от голода, готы восстали. Решающая битва состоялась 9 августа 378 года под Адрианополем во Фракии. Римская армия потерпела сокрушительный разгром, погиб император Валент и большая часть его войска. Новому императору Феодосию удалось остановить разорение готами и другими варварами восточной части Римской империи, однако с его смертью в 395 году вестготы под предводительством Алариха поднялись вновь. Аларих атаковал Западную Римскую империю, в 410 году ему удалось захватить и разграбить Рим. Ослаблением империи воспользовались и другие германские племена. Если в 406 году Западная империя смогла остановить нашествие орд Радагайса на Италию, то на защиту провинций сил у неё уже не оставалось.
В 406 году, воспользовавшись тем, что римские легионы были уведены из Галлии на защиту Италии, в Галлию ворвались вандалы, свевы, аланы, позже бургунды и франки. В 409 вандалы, свевы и аланы прорвались из Галлии в другую римскую провинцию, Испанию, захватив большую её часть. К этому времени начинается формирование первых германских государств.
Королевство свевов в лучшие времена занимало большую часть Испании и просуществовало до 585 года, когда оно пало под ударами вестготов. Вестготы основали королевство в Аквитании (Галлия) с центром в Тулузе в 418 году. Ещё раньше в Галлии на Рейне бургунды основали своё первое королевство, разгромленное гуннами в 437 году, но позже возрождённое на новых землях в Галлии. Вандалы в 429 году переселились из Испании в Северную Африку, где на захваченных у Западной Римской империи землях основали королевство вандалов и аланов. Вандальское королевство прославилось захватом Рима в 455 году и грабительскими морскими набегами по всему Средиземноморью, однако было разгромлено византийской армией в 534 году.
Германские королевства в Галлии продемонстрировали силу в войне с гуннами. Благодаря им в 451 году на Каталаунских полях в Галлии был остановлен Аттила, и вскоре гуннская империя, куда входил ряд восточных германских племён, распалась. Императоров в самом Риме в 460—470 годах назначали военачальники из германцев, сначала свев Рицимер, потом бургунд Гундобад. Фактически они правили от имени своих ставленников, свергая тех, если императоры пытались действовать независимо. В 476 году германские наёмники, составлявшие войско Западной империи во главе с Одоакром, низложили последнего римского императора Ромула Августа. Это событие формально считается концом Римской империи.
В 486 году франки короля Хлодвига уничтожили последнее государство римлян («государство Сиагрия») на территории Галлии, после чего начинается постепенный захват ими всей Галлии в войнах с везеготами и бургундами. С середины V века дружины ютов, англов и саксов с побережья Северного моря совершают морские набеги на Британию. В 494 году было основано королевство западных саксов — Уэссекс, позже на протяжении VI—VII веков на территории Британии были основаны другие германские королевства (Эссекс, Сассекс, Нортумбрия, Мерсия, Восточная Англия, Кент).
В 493 году правителя Италии Одоакра сверг король остготов Теодорих, который избрал Италию местом поселения своего племени. Остготское королевство в Италии просуществовало до 552 года, когда византийские войска после длительной войны очистили всю Италию от остготов. Однако вскоре в 570-е годы север Италии захватили лангобарды, завершив этим бурную эпоху Великого переселения народов.
Большая часть германских племён вступила на путь феодального развития в рамках своих государственных образований. В большинстве государств, созданных германцами на захваченных у соседей территориях, германцы не составляли большинства населения. Создание первых варварских королевств положило начало формированию современных европейских этносов, объединённых общей религией и письменностью на основе латыни.

### Германская государственность
Создание первых государств в Европе после падения Римской империи шло не по национальному признаку, но путём военных походов и подчинения мечом соседних племён. В начале IX века большая часть Западной Европы была объединена франкским королём Карлом Великим, провозглашённым императором в 800 году. Из германских народов только поселенцы в Англии, жители Ютландии и Скандинавии оставались вне его империи.
Феодальные отношения начали оформлять общественно-политический племенной уклад германцев в сложную иерархическую структуру, объединявшей сотни территориально-государственных образований на землях Германии. Германские племена Дании и Скандинавии, дольше других сохраняя язычество и варварские нравы, оставили заметный след в истории Западной Европы грабительскими походами викингов в течение IX—X вв.
Раздел франкской империи Карла Великого привёл к образованию Восточнофранкского королевства, примерно совпадавшего в границах с современной Германией (исключая балтийское взморье, где обитали племена славян). Как писал Ксантенский анналист в 869 году, первый его король — Людовик Немецкий — правил «у славян, в Баварии, Алемании и Реции, Саксонии, Швабии, Тюрингии и Франконии с областями Вормсфельд и Шпейер».
Восточнофранкский король Оттон I значительно расширил границы королевства, преобразовав его в 962 году в «Священную Римскую империю германской нации», куда впоследствии были включены славяне, итальянцы, швейцарцы, венгры и другие народы. Священная Римская империя стала весьма рыхлым децентрализованным государственным образованием, в котором существовало два уровня власти: формальный имперский и удельный территориальный, часто конфликтовавших между собой. В составе империи на протяжении всего Средневековья насчитывались сотни фактически независимых германских удельных княжеств, пока Наполеон в 1805 году не распустил империю, сократив число германских государств до 40.
К окончанию эпохи наполеоновских войн среди германских государств преобладали многонациональная Австрийская империя с 27 млн подданных (из которых многие, однако, были по этнической принадлежности венграми, итальянцами или славянами) и королевство Пруссия с 11-миллионным населением. Благодаря развитому промышленному потенциалу и преимущественно мононациональному составу населения именно Пруссия стала ядром интеграционных процессов в Германии. 18 января 1871 года канцлер Пруссии Отто Бисмарк провозгласил создание единого национального государства немцев, Германской империи, наследницей которой стала современная Федеративная Республика Германия.

## Язык и письменность
Ещё Цезарь сообщал о германском обычае гадания на жеребьёвых палочках. Тацит подробнее рассказал о нём:

«Срубленную с плодового дерева ветку они нарезают плашками и, нанеся на них особые знаки, высыпают затем, как придётся, на белоснежную ткань. После этого, если гадание производится в общественных целях, жрец племени, если частным образом, — глава семьи, вознеся молитвы богам и устремив взор в небо, трижды вынимает по одной плашке и толкует предрекаемое в соответствии с выскобленными на них заранее знаками»

Как считается, эти связанные с волшебством знаки стали буквами рунического письма. Название знаков-рун является производным от слова «тайна» (готское runa, «тайна»), а английский глагол read («читать») произошёл от слова «угадывать». Алфавит футарк — так называемые «старшие руны» — насчитывал 24 знака, которые представляли собой сочетание из вертикальных и наклонных линий, удобных для резки. Каждая руна не только передавала отдельный звук, но также являлась символическим знаком, несущим смысловое значение.
Не существует единой точки зрения на происхождение германских рун. Наиболее часто упоминается версия рунолога Марстрандера (1928 г.), предположившего, что руны развились на основе неустановленного североиталийского алфавита, ставшего известным германцам через кельтов.

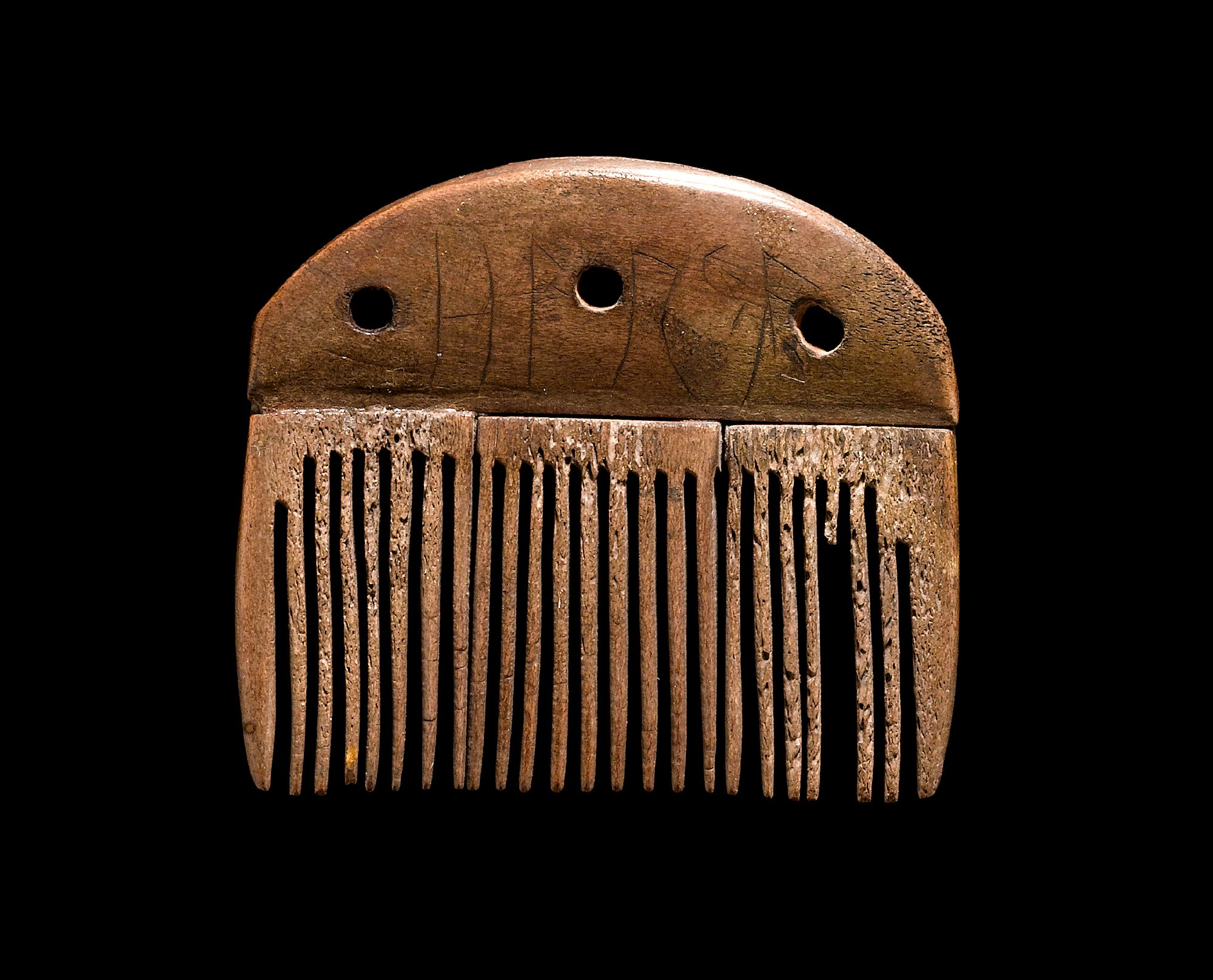
Руническая надпись 2-й половины II века на костяном гребне с острова Фюн (Дания).

Всего известно порядка 150 предметов (детали вооружения, амулеты, надгробные камни) с ранними руническими надписями III—VIII вв.. Одна из самых ранних надписей (raunijaz, «испытывающий») на наконечнике копья из Норвегии датируется примерно 200 годом; ещё более ранней рунической надписью считается надпись на костяном гребне, сохранившемся в болоте на датском острове Фюн. Надпись переводится как harja (имя или эпитет) и датируется 2-й половиной II века.
Большинство надписей состоит из единственного слова, обычно имени, что в дополнении к магическому использованию рун приводит к невозможности расшифровать около трети надписей. Язык древнейших рунических надписей наиболее приближен к прагерманскому языку и архаичнее готского, самого раннего германского языка из тех, что сохранились в письменных памятниках.
Благодаря своему преимущественно культовому назначению руническое письмо в континентальной Европе вышло из употребления к IX веку, вытесненное сначала латынью, а потом письменностью на основе латинского алфавита, однако в Дании и Скандинавии руны использовались до XVI века.

### Языки
В настоящее время германские языки принято делить на западногерманские, восточногерманские и скандинавские (северногерманские); все они делятся на более мелкие объединения. Им предшествовал прагерманский язык, развившийся из праиндоевропейского. 

## Общественное устройство древних германцев

### Социальный строй
По словам античных историков, древнегерманское общество состояло из следующих социальных групп: военные вожди, старейшины, жрецы, воины-дружинники, свободные члены племени, вольноотпущенники, рабы. Высшая власть принадлежала народному собранию, на которое являлись все мужчины племени в боевом вооружении. В первые века н. э. у германцев существовал родоплеменной строй на его поздней стадии развития.
- Вождь (герцог[41]) избирался на народном собрании для войны. По словам Цезаря:

«Когда племя ведёт наступательную или оборонительную войну, то избираются должностные лица, несущие обязанности военачальников и имеющие право распоряжаться жизнью и смертью [членов племени]… Когда кто-либо из первых лиц в племени заявляет в народном собрании о своём намерении предводительствовать [в военном предприятии] и призывает тех, кто хочет следовать за ним, изъявить свою готовность к этому, — тогда подымаются те, кто одобряет и предприятие и вождя, и, приветствуемые собравшимися, обещают ему свою помощь.»

Вожди содержались за счёт добровольных пожертвований членов племени. В I веке у германцев появляются цари, которые отличаются от вождей только возможностью наследования власти, весьма ограниченной в мирное время. Как заметил Тацит: «Царей они выбирают из наиболее знатных, вождей — из наиболее доблестных… Но и цари не обладают у них безграничным и безраздельным могуществом».
- Старейшины (кунинги[44]) осуществляли гражданскую власть: занимались отводом земли, улаживали споры и судили. С появлением в I веке жрецов часть судебных функций перешли к ним. Старейшин избирали на народных собраниях по возрасту, знатности и боевым заслугам. Власть старейшины подкреплялась отрядом в 100 человек.
- Вожди и цари содержали постоянную дружину, своих воинов они обеспечивали лошадьми и вооружением. «Что же касается пропитания и хоть простого, но обильного угощения на пирах, то они у них вместо жалованья»[11]. Тем не менее большую дружину можно было содержать лишь за счёт удачных войн и набегов.
- Вольноотпущенники обладали личной свободой, но не гражданскими правами в общине. Находились в экономической зависимости от своих бывших хозяев.
- Рабы по своему положению приближались к крепостным. Они облагались оброком, в остальном самостоятельно распоряжаясь хозяйством. Хозяин мог убить своего раба безнаказанно. Свободные германцы могли быть обращены в рабы только по их собственной воле и только в случае, если проиграли свою свободу в игре в кости.

### Хозяйственные отношения
Юлий Цезарь оставил самый ранний отзыв о хозяйственной деятельности германцев:

«Земледелием они занимаются мало; их пища состоит главным образом из молока, сыра и мяса. Ни у кого из них нет определённых земельных участков и вообще земельной собственности; но власти и старейшины ежегодно наделяют роды и объединившиеся союзы родственников землёй, насколько и где найдут нужным, а через год заставляют их переходить на другое место»

Тацит подтверждает, что основу германского хозяйства составляло разведение скота: «Германцы радуются обилию своих стад, и они — единственное и самое любимое их достояние». Среди них была распространена меновая торговля; золото и серебро не ценились, хотя после контактов с римской цивилизацией германцы стали использовать для взаиморасчётов монеты.
Ремесленное производство было развито относительно слабо: Тацит отметил, что вооружение большинства состояло из щита и копья с коротким наконечником (фрамеи); мечи, шлемы и панцири имели избранные. Германцы, в том числе женщины, носили короткий льняной плащ-накидку, штаны могли себе позволить лишь наиболее богатые. Одежда также шилась из шкур диких животных. Свионы (жители Скандинавии) умели строить морские суда, но не пользовались парусом. Эти сведения о германцах относятся к I веку.

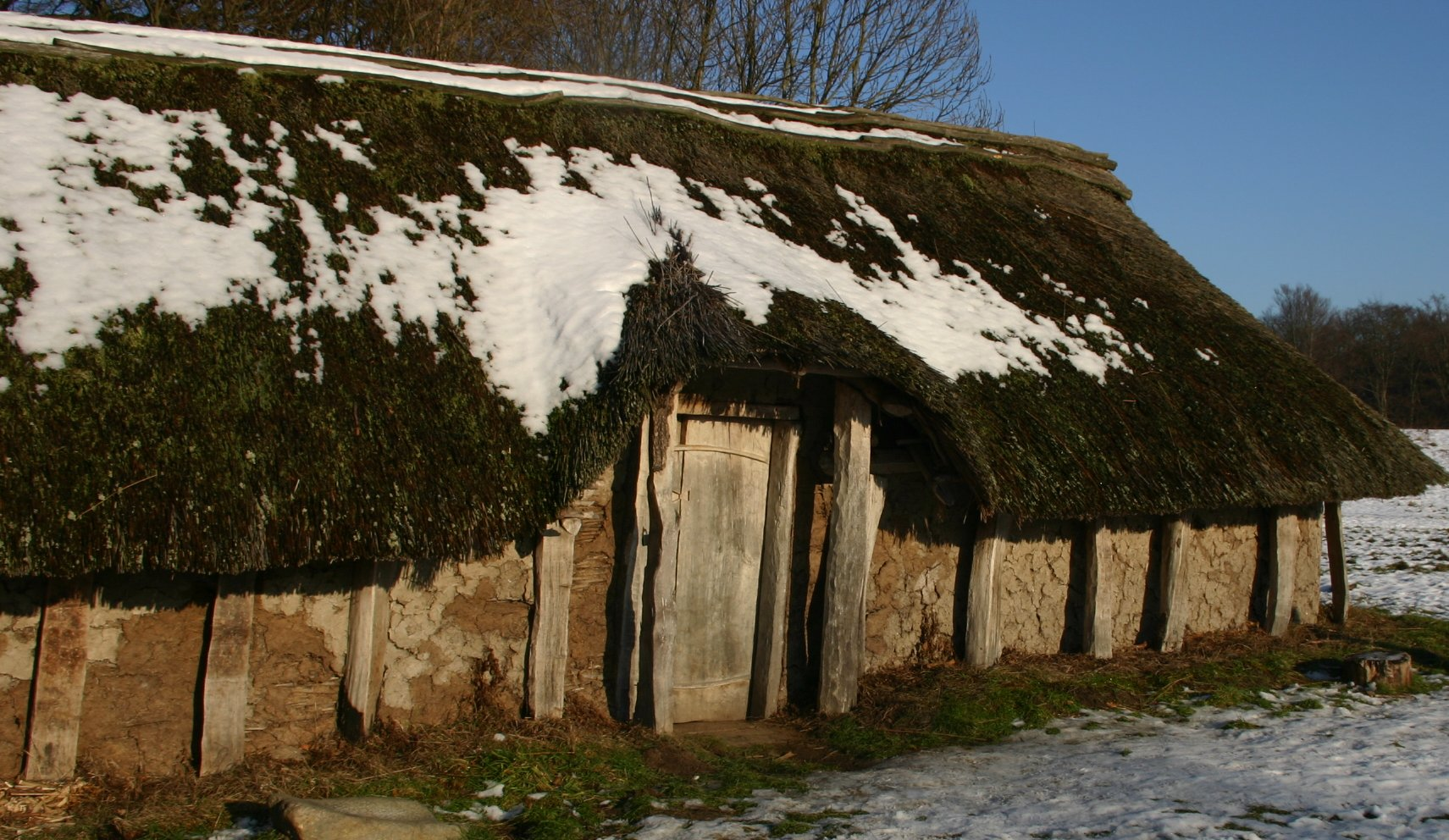
Реконструкция «длинного» дома германцев

Исследования археологов дополняют свидетельства античных историков. Германцы применяли обычно лёгкий плуг для разрыхления почвы, но также к началу н. э. появляется тяжёлый плуг с отвалом и лемехом. Германские орудия из железа, по оценке современных специалистов, отличались доброкачественностью. Жилища представляли собой длинные дома 10—30 м в длину и 4—7 м в ширину, включая стойло для зимнего содержания скота. Стены сделаны из обмазанного глиной плетня, опиравшегося на столбы.
Изучив размежевание древних полей и германские поселения, археологи приходят к выводу, что жители Центральной и Северной Германии до эпохи Великого переселения являлись оседлым народом, возделывавшим участки земли в течение многих поколений и не склонным по собственной воле к миграциям. Выращивали ячмень, овёс, пшеницу, рожь, разводили преимущественно овец и коров.

### Религия и верования
Как пишет Страбон, у кимвров жреческие функции выполняли седовласые женщины, которые предсказывали будущее следующим образом. Пленникам перерезали горло и наблюдали, как их кровь заполняет специальные бронзовые котлы. Предсказания также делались по рассмотрению внутренних органов убитых пленных.
Юлий Цезарь не подтверждает таких способов гадания. По его словам, прорицания у германцев делают матери семейств по жеребьёвым палочкам. О верованиях германцев он пишет так:

«У них нет друидов [жрецов у галлов], руководящих обрядами богослужения, и они не особенно усердствуют в жертвоприношениях. В качестве богов они почитают лишь солнце, огонь и луну, то есть только те [силы природы], которые они видят [собственными глазами] и в благоприятном влиянии которых имеют возможность воочию убедиться; об остальных богах они даже не слышали.»

Тацит, писавший примерно 150 лет после Цезаря в конце I века, фиксирует заметный прогресс германского язычества. Он сообщает о большой власти жрецов внутри германских общин, а также о богах, которым германцы приносят жертвы, включая человеческие. В их представлении земля родила бога Туистона, а его сын бог Манн породил германцев. Они также чтят богов, которых Тацит назвал римскими именами Меркурия, Марса и Геркулеса. Кроме того германцы поклонялись различным богиням, находя в женщинах особый священный дар. Разные племена имели свои особые обряды и собственных богов. Воля богов определялась при помощи гадания на деревянных плашках с вырезанными на них знаками (будущими рунами), по голосам и полёту птиц, по ржанью и фырканью священных белых коней. Богам не строили храмов, но «посвящали дубравы и рощи». Для предсказания исхода войны применялись поединки избранных соплеменников с захваченными представителями противника.
Развитая скандинавская мифология, представляющая собой древнегерманский северный эпос, записывалась с XII века и создавалась во времена Великого переселения народов или позже. Сохранившийся древнеанглийский эпос (Беовульф, Видсид) не содержит описаний духовных воззрений его персонажей. Скудные сведения древнеримских авторов о языческих представлениях древних германцев почти не пересекаются с мифологией значительно более поздней эпохи викингов, к тому же записанной уже после обращения в христианство всех германских народов. В то время как христианство арианского течения стало распространяться среди готов в середине IV века, в Скандинавии язычество сохранялось до XI века.

### Исследования
- Гуревич А. Я. Аграрный строй варваров // История крестьянства в Европе. — М., 1985. Т. I. С. 90-137, переиздано в Гуревич А. Я. Избранные труды. Древние германцы. Викинги. — СПб.: Издательство С.-Петерб. университета, 2007. С. 25-77.
- Корсунский А. Р., Гюнтер Р. Упадок и гибель Западной Римской империи и возникновение германских королевств (до середины VI в.). — М.: Издательство МГУ, 1984.
- Кузьменко Ю. К. Ранние германцы и их соседи: Лингвистика, археология, генетика. СПб.: Нестор-История, 2011.
- Мюссе Л. Варварские нашествия на Европу: германский натиск. — СПб.: Евразия, 2006.
- Сиротенко В. Т. История международных отношений в Европе во второй половине IV — начале VI в. — Пермь: Издательство Пермского университета, 1975.
- Соловьёва Л. Н. Древние германцы и их языки // Введение в германскую филологию. — М.: Высшая школа, 1980. — С. 7-27.
- Тодд М. Варвары. Древние германцы. Быт, религия, культура. — М.: Центрполиграф, 2005.
- Томпсон Э. А. Римляне и варвары. Падение Западной империи. — СПб.: Издательский Дом «Ювента», 2003.
- Шервуд Е. А. Законы лангобардов: Обычное право древнегерманского племени — М.: Наука, 1992.
- Künzl E. Die Germanen. — Stuttgart: Konrad Theiss Verlag, 2006.
- Krause A. Die Geschichte der Germanen. Frankfurt am Main: Campus Verlag, 2002.
- Simek R. Die Germanen. — Stuttgart: Reclam Verlag, 2006.
- Thompson E. A. Early Germanic Warfare // Past and Present. № 14. (Nov., 1958), p. 2-29.
- Wolfram H. Die Germanen. — München: C.H. Beck, 2005.
- Reinhard W.[нем.] Die Römer in Germanien. — München: Verlag C.H. Beck, 2006.